# Леонов, Максим Леонович
Максим Леонович Леонов (13 (25) августа 1872, село Полухино, Тарусский уезд Калужская губерния ― 1 марта 1929, Архангельск) — русский писатель, поэт, издатель и журналист. Отец писателя Л. М. Леонова.

## Биография
Родился в 1872 году в семье крестьянина Леона Леоновича Леонова (ум. 24 марта [6 апреля] 1917), сумевшего открыть собственную бакалейную лавку в московском Зарядье, и его жены Пелагеи Антоновны. В 10-летнем возрасте отец увёз Максима в Москву помогать в лавке. Впоследствии Максим сезонно работал в артелях, последние годы московской жизни служил кассиром на железной дороге.
Имея образованием всего один год деревенской школы, он, тем не менее, полюбил книги, особенно его впечатлила судьба крестьянского поэта Ивана Сурикова, под влиянием стихов которого Максим Леонов написал первые стихи. Впервые он опубликовал их в 15 лет, в 17 у него вышла поэтическая книжка «Первые звуки».
Леонид Леонов вспоминал: «В Зарядье литературы, можно сказать, не ценили, и свой сюртук, например, в котором отправлялся на литературные выступления, поэт Максим прятал в дворницкой. Собираясь в кружок, тайком переодевался у дворника, а на рассвете в той же дворницкой облачался в косоворотку и поддевку для приобретения прежнего зарядьевского обличья».
В 1889 году молодые поэты-самоучки Иван Белоусов, Савва Дерунов, Алексей Разорёнов, Филипп Шкулёв, Н. Крюков, Сергей Лютов, Алексей Слюзов, Матвей Козырев и Максим Леонов, сложившись, выпустили сборник стихов в 80 страниц «Родные звуки» с девятью авторами. Эти поэты и стали организаторами Московского товарищеского кружка писателей из народа, с 1903 года оформленный как «Суриковский литературно-музыкальный кружок», выпустивший поэтические сборники «Рассвет», «Думы» и «Грёзы».
В 1905 году Максим Леонов и Филипп Шкулёв открыли в Москве издательство «Искра» и книжный магазин при нём. Но через год власти магазин закрыли. За издание и продажу литературы «крайнего содержания» (то есть, эсеровского толка) против Леонова в 1908—1910 гг. было возбуждено в общем около 20 уголовных дел по разным статьям. Его арестовывали, выпускали под залог. Наконец, посадили на 2 года в Таганскую тюрьму, и в 1910 году выслали в Архангельск. Вместе с ним поехала и третья жена ― поэтесса-швея М. М. Чернышёва.
В Архангельске Максим Леонов на паях с местными печатником и переплётчиком стал издавать ежедневную газету «Северное утро». В мае 1917 года, закончив гимназию, в Архангельск к отцу приехал будущий известный писатель Леонид Леонов, начавший работать в местной газете.
После второго прихода большевиков в Архангельск (1920) газету закрыли, а Леонова арестовали. Но вскоре его выпустили, он служил в губернском отделе народного образования, заведующим конторой газеты «Трудовой Север». В конце жизни торговал игрушками в магазине.
Умер 1 марта 1929 года от туберкулёза. Похоронен в Архангельске на Ильинском кладбище.
Он так и не узнал, что в это время в Москве вышла серия открыток «Писатели из народа», где была и открытка с фотографией Максима Леонова с подписью «Писатель из народа Максим Горемыка». Это был литературный псевдоним Леонова.

## Творчество
Впервые опубликовал стихотворение «Взойди, солнышко» в московской газете «Вестник» в 1887 году.
Взгляды и творческие устремления Максима Леонова можно понять, прочитав его стихотворение «Завет» ― на рождение сына:

Знай ― ты крестьянином рождён,

И этим век гордись.

Мой сын, ты будешь обречён

Трудиться ― и трудись.

Мой сын, когда ты подрастёшь,

Когда ты вступишь в свет,

То в нём ты множество найдёшь

Народных нужд и бед;

Услышишь, стонет как народ,

Как голодает край,

Мой сын, тебя твой долг зовёт,

Иди ― и помогай!..

Мой сын, а если суждено

Тебе в столице жить

И, как отцу, судьбой дано

Певцом народным быть,

То в песнях пламенных твоих

Ты не криви душой…

Мой сын, пусть чист

Твой будет стих,

Как чист родник живой…

В 1905 вышел отдельный сборник Максима Леонова «Стихотворения и рассказы». В предисловии к сборнику М. Ильин (Осоргин) называл автора «певцом природы, любви и грусти».
Под влиянием событий 1905 года Леонов пишет и политические стихи — «Просыпайся, край родной…» (сборник «Под красным знаменем», 1906), «Я мужик!..», «Поэту» (сборник «Луч», 1906), «Напутствие депутатам» («Простое слово», 1907). Леонов выступил со стихами в октябре 1905 года на похоронах Н. Баумана.
Почти десять лет Леонов отдал журналистике. Он с одинаковым успехом писал о русских писателях и композиторах, о событиях и проблемах архангельской жизни. В Архангельске написал множество стихотворений.

## Семья
- Первая жена ― Евдокия Ивановна Федосова[7].
- Вторая жена с 1898 ― Мария Петровна Петрова. Пятеро детей:
  - Сыновья: Леонид, Владимир (ум. в 1911), Борис, Николай (умер вскоре после 1910 в возрасте 3 лет).
  - Дочь: Елена (умерла вскоре после 1910).
- Третья жена с 1910 ― Мария Матвеевна Чернышёва[4].

## Сочинения
- Стихотворения. — М., 1898.
- На Дальний Восток. Очерки. — М., 1904.
- Стихотворения и рассказы. 3 изд. ― М., 1905.
- Стихи. — В кн.: И. 3. Суриков и поэты-суриковцы, М.—Л., 1966.